# 2 Good 2 B True
2 Good 2 B True è un album di raccolta del cantante statunitense Aaron Carter, pubblicato nel 2006.

## Tracce
1. Aaron's Party (Come Get It) – 3:25
2. I Want Candy – 3:14
3. Iko Iko – 2:42
4. That's How I Beat Shaq – 3:25
5. Jump Jump – 2:37
6. I Would – 3:07
7. One for the Summer – 3:46
8. Without You (There'd Be No Me) – 2:57
9. To All the Girls – 3:26
10. 2 Good 2 B True – 3:32